# بر بال عقاب‌ها
بر بال عقاب‌ها (به انگلیسی: On Wings of Eagles) کتابی است که نویسنده انگلیسی کن فالت آن را در سال ۱۹۸۳ به سفارش راس پرو رئیس وقت شرکت آمریکایی الکترونیک دیتا سیستمز(اچ‌پی)، بر پایه حمله به زندان قصر در تهران و فراری دادن دو عضو این شرکت نوشته است. این کتاب در ایران با نام فرار عقاب‌ها ترجمه حسین ابوترابیان در سال ۱۳۶۳ چاپ شده‌است.

## پیشینه
دو مهندس این شرکت به‌دلیل پرداخت رشوه و کلاهبرداری در جریان عقد قرار داد با دولت ایران در تاریخ ۵ مهر ۱۳۵۷ خورشیدی در زندان قصر زندانی شده و راس پرو در حال مذاکره با ایران برای پرداخت غرامت و آزادی آن‌ها بود. ولی با فرارسیدن ۲۲ بهمن ۱۳۵۷ و فروپاشی حکومت بختیار مقدمات فرار آن‌ها آغاز شد.

## موضوع کتاب
کتاب برداشتی آزاد از جریان حمله به زندان را شرح می‌دهد. در روز ۲۲ بهمن ۱۳۵۷ تعداد ۱۵ نفر از کماندو‌ها به سرپرستی سرهنگ بازنشسته آرتور سیمونز و اعضاء شرکت به کمک و همراهی افرادی از ایران تظاهراتی را با عنوان«زندانی سیاسی آزاد باید گردد» به زندان قصر حمله می‌کنند و دو زندانی عضو این شرکت و یک زندانی زن آمریکایی کارمند شرکت هلی کوپتر بل به همراه عده بیشماری از ایرانیان آزاد می‌شوند. آن دونفر را به صورت قاچاق از مرز ایران عبور داده و در ترکیه تحویل راس پرو دادند.
کن فالت گفته‌است با وجودی که این کتاب را به سفارش راس پرو نوشته، اما مطالب آن بر واقعیت‌هایی استوار بوده که با مصاحبه با اشخاص درگیر ماجرا بدست آمده‌است.

## ساخت سریال
در سال ۱۹۸۶سریال تلویزیونی به همین نام از روی داستان کتاب با شرکت برت لنکستر ساخته شد.